# アレクサンドラ・ソルダトワ
アレクサンドラ・セルゲーヴナ・ソルダトワ (ロシア語：Александра Сергеевна Солдатова, 英語：Aleksandra Sergeyevna Soldatova, 1998年6月1日 - ）はロシアの新体操選手である。ロシア代表の一員であり、2014年と2015年の世界選手権団体戦で2連覇。2012年のジュニア新体操ヨーロッパ選手権で2冠に輝き、2014年の新体操ロシア選手権では個人総合で銅メダルを獲得している。
1998年、ステルリタマク生まれ。5歳から新体操を始める。最初のコーチはオリガ・ナザトワであった。ロシア代表チームに入る前にはモスクワ州ドミトロフにおいてアンナ・シュミロワに師事する。
2011年、日本で行われた新体操のクラブ世界選手権イオン・カップではエフゲニア・カナエワ、ダリア・コンダコワと共にガスプロム代表として出場し、団体戦とジュニアの個人総合で優勝。
2012年にはニージニー・ノブゴロドで開かれたヨーロッパ選手権においてリボンの種目で最高成績を取り、ディアナ・ボリソワ、ヤナ・クドリャフツェワ、ユリヤ・スィニーツィナと共に団体戦で優勝した。
ソルダトワは柔軟性と優美さに優れている。2012年のロシア選手権ではフープとリボンで銀メダルを獲得し、クラブの演技で銅メダルを獲得。

## 2014年
2014年のシーズン当初、ソルダトワはロシア代表チームの補欠だった。国際大会のシニアデビューはモスクワで2月に行われたグランプリで、双子のディナ・アヴェーリナとアリーナ・アヴェーリナ姉妹に次いで3位の成績だった。3月にハンガリーで開かれたワールドカップ第1ラウンドでソルダトワは個人総合で金メダルを獲得。クラブとリボンでも優勝し、ボールでは2位、フープで3位に入った。
国際大会では4月にリガで開かれたバルチック・フープで4個の金メダル（個人総合、フープ、クラブ、リボン）を獲得。ボールではミスをしてしまい4位に終わった。6月にはイズミルの世界選手権において個人総合とリボンで優勝。残りの3種目でも銀メダルを獲得した。
2014年のロシア選手権でソルダトワはチームにおける自らの地位を確立する。個人総合でヤナ・クドリャフツェワ、マルガリータ・マムンに次いで3位に入る健闘を見せたのだ。
9月にカザンで行われたワールドカップファイナルでソルダトワは表彰台に立つことはできなかった（非公式にはヤナ・クドリャフツェワ、マルガリータ・マムン、メリチナ・スタニオウタに次いで4位だった）。競技終了後、ヘッドコーチのイリナ・ビネル はソルダトワがクドリャフツェワ、マムンと共にトルコのイズミルで開催される世界選手権に出場することを宣言する。2014年9月、ソルダトワはイズミルの世界選手権で団体戦に参加し、ボールとフープの種目で出場。それぞれの種目で17.675と18.050を記録した。競技の結果、ソルダトワはヤナ・クドリャフツェワ、マルガリータ・マムンと共に団体戦優勝を成し遂げる。

### 2015年
2015年のシーズン始めにモスクワで開かれたグランプリにおいて、ソルダトワは個人総合で第4位になった。ボールとクラブでも決勝に進み、ボールの種目では18.200で優勝。リスボンで開かれたワールドカップでは個人総合で金メダルを獲得し、クラブの演技でも金メダルを獲得した。シュツットガルト世界選手権とヨーロッパ選手権でも団体優勝を果たす。10月に東京で開催されたイオンカップでも団体で優勝した。
ワールドカップではすべてのラウンドに出場。リスボン（個人総合とクラブで優勝、ボールで準優勝）、ブカレスト（リボンで優勝、クラブで準優勝）、ペサロ（ボールで優勝、個人総合とリボンで銅メダル）、タシケント（個人総合・フープ・ボールとリボンで準優勝）、ブダペスト（メダルなし）、ソフィア（クラブで準優勝）という結果だった。ロシアのカザニで行われたワールドカップファイナルでは個人総合で3位に入り、個別の種目では怪我で欠場したヤナ・クドリャフツェワに代わりすべての種目で銀メダルを獲得した。

### 2016年
シーズン最初の国際大会はモスクワのグランプリから始まった。個人総合で優勝し、個別の種目でもフープで金、ボールとリボンでは銀メダルを獲得。フランスのティエで行われたグランプリ第2ラウンドでは個人総合で銀、個別種目ではフープで銀、ボールとリボンで金メダルを獲得した。
フィンランドのエスポーで開かれたワールドカップ第1ラウンドでは再び個人総合で優勝。フープでは銀、ボールは4位、クラブは金、リボンでは銅メダルだった。リスボンの第2ラウンドでは個人総合で優勝。フープとボールでも金メダル、クラブで銅メダル、リボンでは銀メダルを獲得した。

## 大会ハイライト
(シニアの団体競技は世界選手権、ヨーロッパ選手権およびコンチネンタルゲームのみ)
| シニア国際大会 | シニア国際大会                   | シニア国際大会 | シニア国際大会 | シニア国際大会 | シニア国際大会 | シニア国際大会 | シニア国際大会 |
| 年 | 大会                             | 個人総合       | 団体           | フープ         | ボール         | クラブ         | リボン         |
| --- | -------------------------------- | -------------- | -------------- | -------------- | -------------- | -------------- | -------------- |
| 2018 | ワールドカップ タシケント        | 1位            |                | 1位            | 1位            | 1位            | 1位            |
| 2018 | ワールドカップ ソフィア          | 1位            |                | 1位            | 1位            | 3位            | 4位            |
| 2018 | グランプリ モスクワ              | 4位            |                | 5位 (予選)     | 6位 (予選)     | 2位            | 2位            |
| 2017 | ワールドカップ ミンスク          | 1位            |                | 2位            | 5位            | 6位            | 4位            |
| 2017 | ヨーロッパ選手権 ブダペスト      |                | 1位            | 2位            | 2位            |                | 4位            |
| 2017 | ワールドカップ バクー            | 2位            |                | 2位            | 1位            | 2位            | 5位            |
| 2017 | ワールドカップ ペサロ            | 1位            |                | 1位            | 2位            | 6位            | 2位            |
| 2017 | グランプリ マルベーリャ          | 1位            |                | 1位            | 1位            | 1位            | 1位            |
| 2017 | グランプリ モスクワ              | 2位            |                | 2位            | 1位            | 3位 (予選)     | 4位 (予選)     |
| 2016 | グランプリファイナル             | 1位            |                | 1位            | 1位            | 1位            | 1位            |
| 2016 | イオンカップ                     | 3位            | 1位            |                |                |                |                |
| 2016 | ワールドカップ バクー            | 3位            |                | 3位 (予選)     | 2位            | 3位 (予選)     | 3位 (予選)     |
| 2016 | ワールドカップ カザン            | 3位            |                | 3位 (予選)     | 3位 (予選)     | 2位            | 3位 (予選)     |
| 2016 | ワールドカップ グアダラハラ      | 2位            |                | 2位            | 1位            | 2位            | 3位            |
| 2016 | ワールドカップ ミンスク          | 2位            |                | 7位            | 2位            | 2位            | 2位            |
| 2016 | ワールドカップ タシケント        | 2位            |                | 2位            | 18位 (予選)    | 2位            | 2位            |
| 2016 | グランプリ ティエ                | 2位            |                | 2位            | 1位            | 7位 (予選)     | 1位            |
| 2016 | ワールドカップ リスボン          | 1位            |                | 1位            | 1位            | 3位            | 2位            |
| 2016 | ワールドカップ エスポー          | 1位            |                | 2位            | 5位            | 1位            | 3位            |
| 2016 | グランプリ モスクワ              | 1位            |                | 1位            | 1位            | 6位 (予選)     | 2位            |
| 2015 | グランプリファイナル             | WD             |                |                |                |                |                |
| 2015 | イオンカップ                     | 3位            | 1位            |                |                |                |                |
| 2015 | シュツットガルト世界選手権       | 3位 (予選)     | 1位            | 2位            |                | 2位            | 5位 (予選)     |
| 2015 | ワールドカップファイナル: カザン | 3位            |                | 2位            | 2位            | 2位            | 2位            |
| 2015 | ワールドカップソフィア           | 6位            |                | 6位 (予選)     | 6位 (予選)     | 2位            | 7位 (予選)     |
| 2015 | ワールドカップ ブダペスト        | 4位            |                | 4位 (予選)     | 3位 (予選)     | 5位 (予選)     | 7位            |
| 2015 | グランプリ ベルリンマスターズ    | 3位            |                | 2位            | 16位 (予選)    | 2位            | 2位            |
| 2015 | ワールドカップ タシケント        | 2位            |                | 2位            | 2位            | 6位            | 2位            |
| 2015 | ホロングランプリ                 | 3位            |                | 5位 (予選)     | 2位            | 3位 (予選)     | 2位            |
| 2015 | ヨーロッパ選手権 ミンスク        |                | 1位            | 7位            |                | 8位            |                |
| 2015 | ワールドカップ ペサロ            | 3位            |                | 8位 (予選)     | 1位            | 3位 (予選)     | 3位            |
| 2015 | ワールドカップ ブカレスト        | 6位            |                | 20位 (予選)    | 4位 (予選)     | 2位            | 1位            |
| 2015 | ワールドカップ リスボン          | 1位            |                | 6位            | 2位            | 1位            | 4位 (予選)     |
| 2015 | モスクワグランプリ               | 4位            |                | 13位 (予選)    | 1位            | 7位            | 4位 (予選)     |
| 2014 | イタリア セリエ A                |                | 1位            |                |                |                |                |
| 2014 | 世界選手権                       |                | 1位            | 4位 (予選)     | 4位 (予選)     |                |                |
| 2014 | IV国際ブラジルミーティング       | 1位            |                | 1位            | 1位            | 1位            | 1位            |
| 2014 | イズミルトーナメント             | 1位            |                | 2位            | 2位            | 2位            | 1位            |
| 2014 | ワールドカップ タシケント        | 3位            |                | 4位 (予選)     | 4位 (予選)     | 3位 (予選)     | 3位 (予選)     |
| 2014 | ワールドカップCorbeil-Essonnes   | 4位            |                | 4位 (予選)     | 2位            | 12th (予選)    | 3位 (予選)     |
| 2014 | バルチック フープ                | 1位            |                | 1位            | 4位            | 1位            | 1位            |
| 2014 | ワールドカップ デブレツェン      | 1位            |                | 3位            | 2位            | 1位            | 1位            |
| 2014 | モスクワグランプリ               | 3位            |                |                |                |                |                |
| ジュニア国際大会 |                                  |                |                |                |                |                |                |
| 年 | 大会                             | AA             | 団体           | ボール         | リボン         | フープ         | クラブ         |
| 2013 | イタリア セリエ A                | 1位            |                |                |                |                |                |
| 2012 | ヨーロッパ選手権                 |                | 1位            |                | 1位            |                |                |
| 2012 | ワールドカップ ペンザ            |                | 1位            |                | 1位            |                |                |
| 2012 | ワールドカップ タシケント        |                | 1位            |                | 1位            |                |                |
| 2012 | ワールドカップ ソフィア          | 1位            |                | 1位            | 1位            | 1位            | 1位            |
| 2012 | ワールドカップ ペサロ            |                | 1位            |                | 1位            |                |                |
| 2012 | MTMリュブリャナ                  |                | 1位            |                |                |                |                |
| 2012 | シュミデン国際                   | 1位            |                | 1位            | 1位            | 1位            | 1位            |
| 2011 | イオンカップ                     | 1位            | 1位            |                |                |                |                |
| 2011 | イリーナ・デレヌカップ           | 1位            |                | 2位            | 1位            | 1位            | 1位            |
| ナショナルチーム |                                  |                |                |                |                |                |                |
| 年 | 大会                             | AA             | 団体           | ボール         | リボン         | フープ         | クラブ         |
| 2016 | ロシア選手権                     | 1位            |                | 10位           | 3位            | 4位            | 2位            |
| 2014 | ロシア選手権                     | 3位            |                | 2位            | 2位            | 1位            | 6位            |
| 2013 | ロシア選手権                     | 2位            |                |                |                |                |                |
| 2012 | ロシア選手権                     | 3位            |                |                |                |                |                |
| Q = 予選 (1カ国につき2名のルールにより決勝に進めなかった、または上位8人しか決勝に進めなかった); WR = 世界記録; WD = 棄権; NT = No Team Competition |                                  |                |                |                |                |                |                |